# Stanisław Wawrzecki
Stanisław Wawrzecki (ur. 25 października 1921 w Mławie-Wólce, zm. 19 marca 1965 w Warszawie) – polski urzędnik, dyrektor Miejskiego Przedsiębiorstwa Handlu Mięsem Warszawa Praga, główny oskarżony w tzw. aferze mięsnej. Ojciec aktora Pawła Wawrzeckiego. Syn Władysława i Bronisławy z d. Kaczerskiej.

## Aresztowanie i proces
Aresztowany 18 kwietnia 1964 na warszawskim lotnisku Okęcie, gdy wracał z grupą handlowców z podróży służbowej z Bukaresztu. W procesie przyznał się, że przyjmował łapówki od kierowników sklepów mięsnych (w sumie ok. 3,5 mln ówczesnych złotych). Ponieważ proces toczył się w trybie doraźnym (co było wówczas niezgodne z konstytucją), za czyn ten, zagrożony karą do 5 lat więzienia, można było wymierzyć karę nadzwyczajnie zaostrzoną, a od wyroku nie przysługiwała możliwość odwołania się do sądu II instancji. Przewodniczący składu sędzia Roman Kryże skazał go (zgodnie z żądaniem prokuratora) na karę śmierci. Wyrok ogłoszono 2 lutego 1965. W piśmie z dnia 18 marca 1965 Rada Państwa nie skorzystała z prawa łaski. Wyrok wykonano 19 marca 1965 przez powieszenie w mokotowskim więzieniu przy ulicy Rakowieckiej 37 w Warszawie.
27 lipca 2004 Sąd Najwyższy uchylił wyroki w „aferze mięsnej”, uznając, że zapadły one z rażącym naruszeniem prawa i umorzył postępowanie z uwagi na śmierć oskarżonego (nie było to równoznaczne z rehabilitacją). W 2010 roku Sąd Okręgowy w Warszawie nakazał wypłacenie 200 tysięcy złotych odszkodowania jednemu z synów Wawrzeckiego.

## Filmy dokumentalne
- Paragraf 148-kara śmierci – Mięso
- Śmierć w majestacie prawa